# Houbynykha
Houbynykha (en ukrainien : Губиниха) ou Goubinikha (en russe : Губиниха) est une commune urbaine de l'oblast de Dnipropetrovsk, en Ukraine. Sa population s'élevait à 5 658 habitants en 2013.

## Géographie
Houbynykha est située à 21 km au nord de Novomoskovsk, à 46 km au nord-est de Dnipro et à 386 km au sud-est de Kiev.

## Histoire
La fondation de Houbynykha remonte à 1704. En 1782, commença la construction de l'église de la Nativité de la Bienheureuse Vierge Marie, qui fut achevée en 1785. En 1886, Houbynykha comptait 2 784 habitants. Pendant la Seconde Guerre mondiale, Houbynykha fut occupée par l'Allemagne nazie du 27 septembre 1941 au 23 septembre 1943. Le village accéda au statut de commune urbaine en 1964.

## Population
Recensements (*) ou estimations de la population :
| 1970* | 1979* | 1989* | 2001* |
| ----- | ----- | ----- | ----- |
| 6 256 | 5 945 | 6 232 | 5 971 |

| 2010  | 2011  | 2012  | 2013  |
| ----- | ----- | ----- | ----- |
| 5 691 | 5 671 | 5 658 | 5 656 |